# Кёк-Айдар
Кёк-Айдар (кирг. Көк-Айдар) — село в Ноокенском районе Джалал-Абадской области Кыргызстана. Входит в состав Шайданского айылного аймака.

## География
Село расположено в южной части области, к западу от реки Шайдан-Сай, на расстоянии приблизительно 3 километров (по прямой) к востоку от села Масы, административного центра района. Абсолютная высота — 745 метров над уровнем моря.

## Население
Согласно оценочным данным Национального статистического комитета Кыргызской Республики, численность населения села на начало 2023 года составляла 824 человека.
| год     | 2009 | 2014 | 2015 | 2020 | 2021 | 2023 |
| ------- | ---- | ---- | ---- | ---- | ---- | ---- |
| человек | 449  | 526  | 663  | 737  | 825  | 824  |